# Петар Свачич
Петар Свачич (хорв. Petar Svačić) — останній король середньовічного Хорватського королівства у 1093—1097 рр. Його загибель призвела до періоду безкоролів'я та спричинила перехід хорватських земель під владу Угорщини.

## Біографія
Петар Свачич був хорватським магнатом. Відомо, що він служив баном у короля Дмитара Звонимира. Останній король з династії Трпимировичів Степан ІІ помер, не лишивши спадкоємців. Вдова попереднього монарха Дмитара Звонимира Єлена (угор. Ілона) Красива, була сестрою угорського короля Ласло І Святого. Вона двічі намагалася посадити на хорватський престол когось зі своїх угорських родичів. 1091 р. війська Ласло І вторглися до Хорватії, захопили більшу частину країни та зробили хорватським монархом племінника угорського короля принца Альмоша.

1093 р. хорватська знать обрала собі королем Петара Свачича, який імовірно походив з укріпленого міста Камічка. Родове ім'я Свачич він отримав від поселення Свач поблизу сучасного чорногорського міста Ульцинь.
Свачичу вдалося вигнати Альмоша та очистити від угорців переважну частину хорватських земель до р. Драви.

Свою резиденцію король розмістив у місті Книн. 1095 р. угорці відновили наступ та захопили Славонію. Продовжити наступ їм завадила передчасна смерть короля Ласло І. Після чого розпочалася боротьба між племінниками Ласло — Альмошом і Кальманом, у результаті якої переміг останній — зять Володимира Мономаха Коломан Книжник. Після дворічного перепочинку угорці відновили свою експансію.

## Битва на горі Гвозд

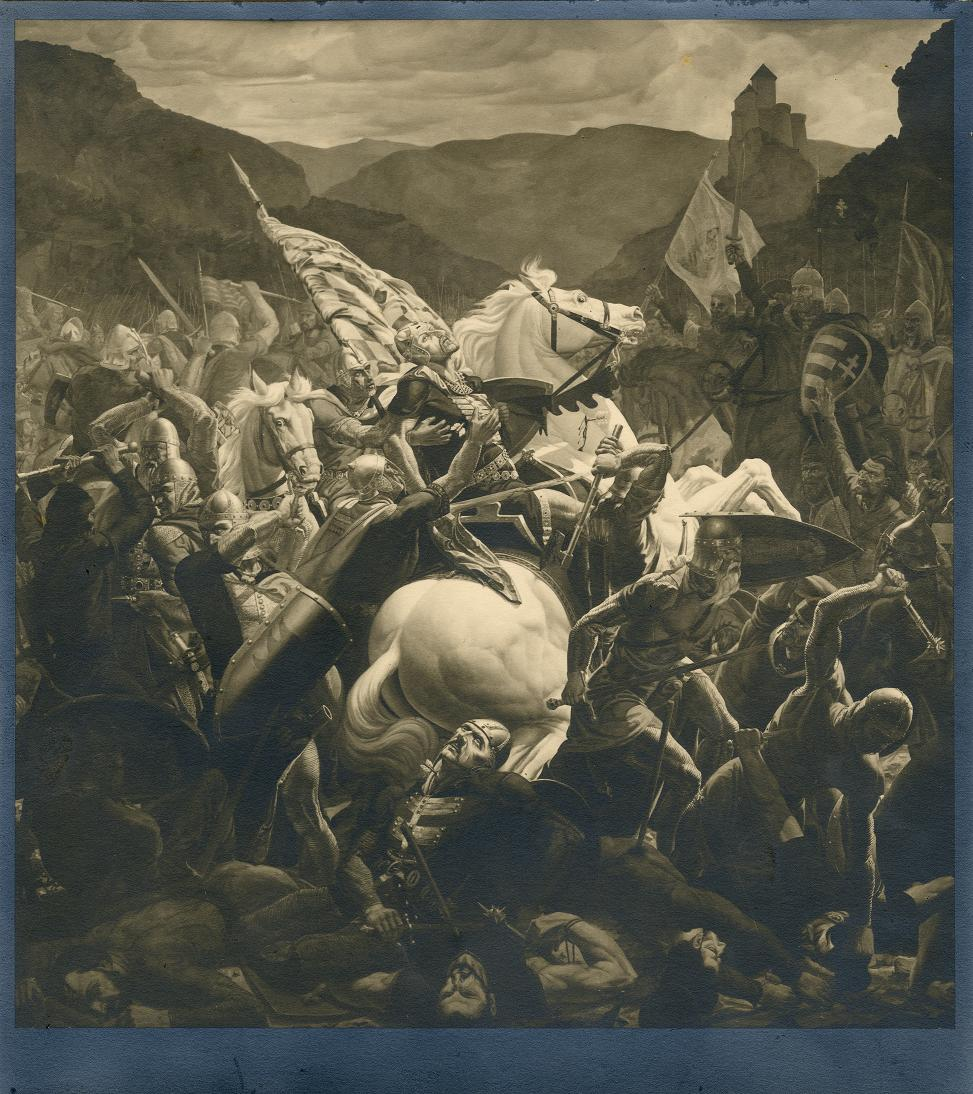
Картина «Смерть Петара Свачича у битві під Гвоздом»

Десь наприкінці квітня — на початку травня 1097 року відбулася вирішальна збройна сутичка між хорватами короля Петара Свачича та угорцями Коломана Арпада. Угорське військо форсувало річку Драву, а Петар Свачич вирушив їм навперейми з Книнського замку. У битві хорватів було розгромлено, а їхній володар загинув. 
Поразка біля гори Гвозд мала катастрофічні наслідки для Хорватії. Розпочався період безкоролів'я, Угорщина отримала можливість підкорити країну. Швидкій анексії краю завадило суперництво Угорщини з Візантією та Королівством Русі (Галицько-Волинською державою). Проте, за п'ять років, 1102 р. було проголошено про укладання хорватсько-угорської унії, яка проіснувала до початку XVI ст. Її було відновлено 1868 р. після перетворення дунайської монархії на дуалістичну Австро-Угорщину. У такому вигляді хорватсько-угорський зв'язок тривав до кінця 1918 р.

## Пам'ять про короля Петара Свачича
Місце загибелі короля, гору Гвозд було перейменовано на його честь — Петрова Гора (512 м).

Виділяють місце імовірного поховання Петара Свачича — «Кралев Грб»
Один з найвизначніших хорватських художників Отон Івекович 1894 року написав картину «Смерть короля Петара Свачича на горі Гвозд у 1097 році»

Інший художник Йосип Хорват Меджимурець 1941 р. створив полотно «Смерть Петара Свачича у битві під Гвоздом»

На осторові Вісовац йому встановлено пам'ятник.

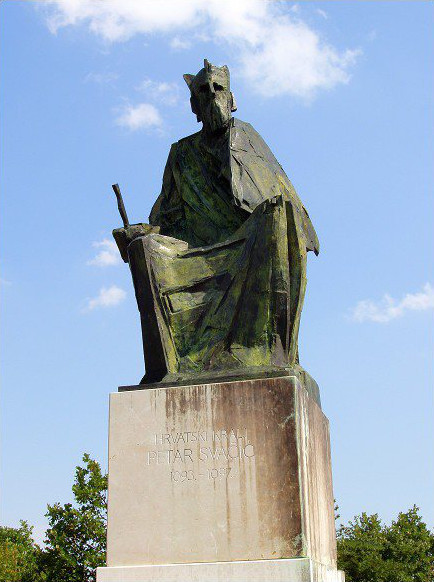
Пам'ятник Петару Свачичу на острові Вісовац

1969 р. хорватський композитор Яков Готовац написав оперу «Петар Свачич».

На честь короля названо хорватський баскетбольний клуб.